# Danmarks sønner
 Danmarks Sønner er en dansk spillefilm fra 2019, instrueret og skrevet af Ulaa Salim med Mohammed Ismail Mohammed (Zakaria) i hovedrollen.

## Medvirkende
- Mohammed Ismail Mohammed som Zakaria
- Rasmus Bjerg som Martin Nordahl
- Zaki Youssef som Ali
- Elliott Crosset Hove
- Özlem Saglanmak som Mariam
- Olaf Johannessen som Jon
- Morten Holst som Tobias
- Imad Abul-Foul som Hassan
- Ivan Alan Ali som Zakarias lillebror
- Asil Mohamad Habib som Zakarias mor
- Ali Hussein som Mariams søn